# 쓰르라미 울 적에
《쓰르라미 울 적에》(일본어: ひぐらしのなく頃に 히구라시노 나쿠 고로니[*]→저녁매미 울 적에)는 07th Expansion이 제작한 동인 게임〈쓰르라미 울 적에〉및, 이 게임을 원작으로 하는 소설·만화·드라마 CD를 말하며 〈문제편〉 총 4편으로 구성되어 있다. 원 제목에서 な는 언제나 빨간 색의 な로 표시된다. 이 작품은 옛날부터 마을의 수호신을 모신 마을에서 연속 괴사 및 실종 사건의 전말을 그린 연작식 미스터리 작품이다. 표현 매체는 사운드 노벨 형식을 취하고 있지만, 스토리 전개에 영향을 주는 선택사항은 존재하지 않는다. 2002년 여름부터 2006년 여름에 걸쳐 〈문제편〉, 〈해답편〉 각 4 편, 2006년 겨울에 팬디스크가 코믹마켓에서 발매된 후 상업 작품으로도 미디어 믹스가 전개되고 있다.

## 작품별 개요

### 오니카쿠시 편
-마에바라 케이이치
2002년 8월 코믹 마켓 62에 처음 출품할 때에는 그렇게까지 화제가 되지 않았지만 머지 않아 동인 게임으로서는 드문 전기조 스토리가 소문을 타 점차 인기를 얻기 시작한다.
초반에는 도쿄에서 한 마을인 히나미자와 마을에 전학 온지 얼마 안된 소년 마에바라 케이이치와 개성적인 동아리의 동료들과의 일상을 그리지만 중반 이후에 갑자기 발생하는 괴사건과 서스펜스가 공포 분위기를 두드러지게 한다.
덧붙여 클리어 후에 등장인물이 객관적 추리를 해보는 〈뒷풀이 회의〉과 미니 게임 〈레나팡〉이 추가된다.(윈도 버전만, i애플리케이션, EZ애플리케이션 판에서는 별도 판매)
현재는 체험판과 같이 07th Expansion 사이트에서 본편을 무료 다운로드 할 수 있지만 이 다운로드 판에서는 BGM 일부가 교체되어 있다.(휴대전화에서도 마찬가지)
플레이스테이션 2 판 〈축제편〉에 〈제2장·오니가쿠시 편〉으로 수록. DS판 〈반·제1권〉에 〈제1장 오니카쿠시〉로 수록. 또 다큐멘터리 영화판 제1편은 이 오니카쿠시를 배경으로 하고 있다.
<오니카쿠시를 직역하면 술래(귀신)숨기기이다.>

### 와타나가시 편
-마에바라 케이이치
부제는 〈~최다의 가능성~〉
주인공은 전작 오니카쿠시 편에 이어 마에바라 케이이치이다. 전작의 속편이지만 시계열적 연속성은 없고 동시간축 별전개 형식을 띄고 있다.
이번 작에서는 오니카쿠시 편에서도 등장한 히나미자와 마을의 전통행사인 와타나가시 행사에 관련된 전언과 항상 활달한 모습을 보이는 부장 소노자키 미온과 이번 작에서 처음으로 등장하는 소노자키 시온 쌍둥이 자매의 애증극이 이번 작 스토리의 축이 된다.
전작과 마찬가지로 클리어 후에는 등장인물이 이 이야기에서 객관적인 의견을 말해보는 〈뒷풀이 회의〉과 〈스피 DE 봄바〉가 추가된다 (윈도판 한정).
PS2판 〈축제편〉의 〈제2장·와타나가시 편〉. DS판〈반·제1권〉의〈제2장 와타나가시〉가 여기에 해당된다.
진행 중 가장 호러 색이 짙게 나타나며 폭력적이거나 잔학성이 직접적으로 강하게 나타나는 묘사가 많이 등장한다.
<와타나가시를 직역하면 솜흘리기 or 내장흘리기 정도이다>

### 타타리고로시 편
-호죠 사토코
부제는 〈~최단의 시나리오~〉
주인공이 마에바라 케이이치인 점은 이전 2작품 〈오니카쿠시 편〉〈와타나가시 편〉과 마찬가지로, 시계열적 연관성 없이 〈동시간을 축으로 하는 별개의 전개〉의 스토리가 전개되는 점도 이전 2작품과 마찬가지이다. 단, 시나리오의 분량은 전 2작품보다 많으며 사건으로의 돌입까지의 전개도 3작품 중 가장 빠르다.
본 작품에서는 본편 (쇼와 58년)으로부터 3년 전에 사고사한 댐 계획 추진파 부부의 아이인 호죠 사토코를 중심으로 이야기가 전개된다. 고모부에 의한 아동학대라는 다소 무거운 테마를 담고 있는 반면 종반의 전개는 일종의 데우스 엑스 마키나적 수법을 띄고 있다.
이전 2작품과 마찬가지로, 클리어 후에는 등장인물이 각각 객관적인 추리를 말해보는 〈뒷풀이 회의〉가 등장한다.
PS2판 〈축제편〉에는 〈제4장·타타리고로시 편〉라는 이름으로 수록. DS판 〈반·제1권〉에는 〈제3장 타타리고로시〉라는 이름으로 수록되어 있다.
<타타리고로시를 직역하면 저주로 죽이기 정도이다.>

### 히마츠부시 편
-아카사카 마모루, 후루데 리카
부제는 〈~최후의 수수께끼를 당신에게~〉
이전 3작 (오니카쿠시 편·와타나가시 편·타타리고로시 편)이 일어나기 5년 전 쇼와 53년의 히나미자와 마을이 무대인 에피소드로 구성되어 있다.
이전 3작을 모두 클리어해야 게임 선택창에 등장한다. 시나리오 락에서 타타리고로시를 종료시켜도 나타난다.
댐 투쟁 당시 발생한 유괴사건의 조사를 하기 위해 극비리에 히나미자와 마을을 찾은 경시청 공안부의 형사·아카사카 마모루와 마을의 신사 외동딸인 리카를 중심으로 한 스토리가 전개된다.
이전 3작과 마찬가지로 완료 후에는 등장인물이 객관적인 추리를 말해보는 <뒷풀이 회의>와 미니 게임 〈산책☆리카쨩〉이 추가된다. (Windows판만, i애플리케이션판은 본편과 별매)
PS2판 〈축제편〉에 〈제0장·히마츠부시 편〉으로 수록. DS판에도 〈반·제 2권〉란 이름으로 수록되어 있다.
<히마츠부시를 직역하면 즉 심심풀이이다.>

## 등장인물
- 마에바라 케이이치 - 본 작품의 주인공. 도시에서 이사 온 소년.
- 류구 레나 - 케이이치의 동급생. 케이이치의 클래스메이트.
- 소노자키 미온 - 케이이치의 클래스메이트(상급생).
- 소노자키 시온 - 미온의 쌍둥이 여동생.
- 호죠 사토코 - 케이이치의 클래스메이트(하급생).
- 후루데 리카 - 케이이치의 클래스메이트(하급생).

## 작품 목록

### 원작
- 오니카쿠시 편 (鬼隠し編) ~오프닝~
- 와타나가시 편 (綿流し編) ~가장 많은(최다) 가능성~
- 타타리고로시 편 (祟殺し編) ~최단의 시나리오~
- 히마츠부시 편 (暇潰し編) ~마지막(최후) 의문을 당신에게~

### 만화
스퀘어 에닉스 《간간 파워드》에서 2005년 봄 호부터 2011년 가을 호까지 연재되었다.
작화는 스즈라기 카린.
1. 오니카쿠시편 1부 - ISBN 978-4-7575-1590-1 2005년 12월 22일 초판 발행
2. 오니카쿠시편 2부 - ISBN 978-4-7575-1704-2 2006년 6월 22일 초판 발행
3. 와타나가시편 1부 - ISBN 978-4-7575-1591-8 2005년 12월 22일 초판 발행
4. 와타나가시편 2부 - ISBN 978-4-7575-1710-3 2006년 6월 22일 초판 발행
5. 타타리고로시편 1부 - ISBN 978-4-7575-1592-5 2005년 12월 22일 초판 발행
6. 타타리고로시편 2부 - ISBN 978-4-7575-1712-7 2006년 6월 22일 초판 발행
7. 히마츠부시편 1부 - ISBN 978-4-7575-1741-7 2006년 8월 22일 초판 발행
8. 히마츠부시편 2부 - ISBN 978-4-7575-1825-4 2006년 12월 22일 초판 발행
9. 요이고로시편 1부 - ISBN 978-4-7575-1931-2 2007년 1월 27일 초판 발행
10. 요이고로시편 1부 - ISBN 978-4-7575-2094-3 2007년 8월 27일 초판 발행
11. 메아카시편 1부 - ISBN 978-4-7575-1928-2 2007년 1월 27일 초판 발행
12. 메아카시편 2부 - ISBN 978-4-7575-2059-2 2007년 7월 27일 초판 발행
13. 메아카시편 3부 - ISBN 978-4-7575-2189-6 2007년 12월 27일 초판 발행
14. 메아카시편 4부 - ISBN 978-4-7575-2308-1 2008년 6월 21일 초판 발행
15. 츠미호로보시편 1부 - ISBN 978-4-7575-1826-1 2006년 12월 22일 초판 발행
16. 츠미호로보시편 2부 - ISBN 978-4-7575-2027-1 2007년 6월 22일 초판 발행
17. 츠미호로보시편 3부 - ISBN 978-4-7575-2178-0 2007년 12월 22일 초판 발행
18. 츠미호로보시편 4부 - ISBN 978-4-7575-2307-4 2008년 6월 21일 초판 발행
19. 미나고로시편 1부 - ISBN 978-4-7575-2450-7 2009년 1월 22일 초판 발행
20. 미나고로시편 2부 - ISBN 978-4-7575-2588-7 2009년 6월 2일 초판 발행
21. 미나고로시편 3부 - ISBN 978-4-7575-2662-4 2009년 8월 27일 초판 발행
22. 미나고로시편 4부 - ISBN 978-4-7575-2762-1 2009년 12월 22일 초판 발행
23. 미나고로시편 5부 - ISBN 978-4-7575-2853-6 2010년 4월 22일 초판 발행
24. 미나고로시편 6부 - ISBN 978-4-7575-2971-7 2010년 8월 21일 초판 발행
25. 마츠리바야시편 1부 - ISBN 978-4-7575-2446-0 2009년 1월 22일 초판 발행
26. 마츠리바야시편 2부 - ISBN 978-4-7575-2587-0 2009년 6월 2일 초판 발행
27. 마츠리바야시편 3부 - ISBN 978-4-7575-2751-5 2009년 12월 22일 초판 발행
28. 마츠리바야시편 4부 - ISBN 978-4-7575-2972-4 2010년 8월 21일 초판 발행
29. 마츠리바야시편 5부 - ISBN 978-4-7575-2973-1 2010년 8월 21일 초판 발행
30. 마츠리바야시편 6부 - ISBN 978-4-7575-3098-0 2010년 12월 22일 초판 발행
31. 마츠리바야시편 7부 - ISBN 978-4-7575-3204-5 2011년 4월 22일 초판 발행
32. 마츠리바야시편 8부 - ISBN 978-4-7575-3335-6 2011년 8월 22일 초판 발행
33. 오니사라시편 1부 - ISBN 978-4-04-713815-5 2006년 4월 10일 초판 발행
34. 오니사라시편 2부 - ISBN 978-4-04-713862-9 2006년 9월 26일 초판 발행
35. 우츠츠코와시편 - ISBN 978-4-04-713996-1 2007년 12월 26일 초판 발행
36. 코코로이야시편 - ISBN 978-4-04-715215-1 2009년 3월 26일 초판 발행
37. 히루코와시편 - ISBN 978-4-7575-2746-1 2009년 12월 22일 초판 발행
38. 사이코로시편 - ISBN 978-4-7575-3451-3 2011년 12월 22일 초판 발행

### 애니메이션
제1기 〈쓰르라미 울 적에〉 제1~26화.
- 제1화 오니카쿠시 편 그 하나 시작
- 제2화 오니카쿠시 편 그 둘 숨겨진 것
- 제3화 오니카쿠시 편 그 셋 의심
- 제4화 오니카쿠시 편 그 넷 일그러짐
- 제5화 와타나가시 편 그 하나 질투
- 제6화 와타나가시 편 그 둘 타카노
- 제7화 와타나가시 편 그 셋 거짓
- 제8화 와타나가시 편 그 넷 바람
- 제9화 타타리고로시 편 그 하나 오빠
- 제10화 타타리고로시 편 그 둘 정
- 제11화 타타리고로시 편 그 셋 경계
- 제12화 타타리고로시 편 그 넷 잃어버린 것
- 제13화 타타리고로시 편 그 다섯 사죄
- 제14화 히마츠부시 편 그 하나 히나미자와
- 제15화 히마츠부시 편 그 둘 조짐
- 제16화 메아카시 편 그 하나 첫 사랑
- 제17화 메아카시 편 그 둘 구별
- 제18화 메아카시 편 그 셋 귀신의 혈통
- 제19화 메아카시 편 그 넷 보복
- 제20화 메아카시 편 그 다섯 차가운 손
- 제21화 메아카시 편 그 여섯 단죄
- 제22화 츠미호로보시 편 그 하나 행복
- 제23화 츠미호로보시 편 그 둘 돌아갈 곳
- 제24화 츠미호로보시 편 그 셋 34호 문서
- 제25화 츠미호로보시 편 그 넷 지구 침략
- 제26화 츠미호로보시 편 그 다섯 RETAKE

### 드라마 CD
CD 총 3장. 발매 : HOBiRECORDS, 판매 : WAYUTA.
캐스팅은 애니메이션 판과 같음
- 2005년 5월 27일 발행 WACD-001
- 2006년 9월 14일부터 iTunes Store에 판매되기 시작했다.

### 영화
실사영화판이 2008년 5월 10일 공개. 오이카와 아타루가 감독을 맡는다. 마에바라 케이이치 역의 마에다 고키는 이번 작품이 첫 주연이다. 제1화《오니카쿠시 편》을 원작으로 하고 있다.
《쓰르라미 울적에 맹세》는 2009년 4월 18일 공개. 제6화《츠미호로보시 편》을 원작으로 하고 있다.

### 소설
글 : 용기사07 일러스트 : 도모히 고단샤BOX
- 쓰르라미 울 적에 제1화 ~오니가쿠시 편~ (상) ISBN 978-4-06-283637-1
- 쓰르라미 울 적에 제1화 ~오니가쿠시 편~ (하) ISBN 978-4-06-283641-8

### 드라마
《쓰르라미 울적에》는 2016년 5월 20일부터 BS 스카이 퍼펙트 커뮤니케이션!에서 총 6회에 걸쳐서 방송하였다. 주요 캐스트는 NGT48에서 오디션으로 결정되었다. 《오니카쿠시 편》, 《와타나가시 편》, 《타타리고로시 편》을 두 편씩 방송하였다. 주연은 이나바 유에서이 작품이 연속 드라마 첫 주연이 되었다. 기타 주요 캐스트는 NGT48에서 오디션으로 결정된다
《쓰르라미 울적에 해결》는 2016년 11월부터 BS 스카파!에서 총 4회에 걸쳐서 방송하였으며, 《메아카시 편》과 《츠미호로보시 편》도 방송하였다.
캐스트
- 마에바라 케이이치: 이나바 유우[3]
- 류구 레나: 카토 미나미 (NGT48)
- 소노자키 미온, 소노자키 시온: 나카이 리카 (NGT48)
- 호조 사토코: 세이지 레이나 (NGT48)
- 후루데 리카: 혼마 히나타 (NGT48)
- 도미타케 지로우: 이시가키 유마[3]
- 이리에 쿄스케: 가쿠 토모히로[3]
- 타카노 미요: 키타하라 리에 (NGT48)
- 오오이시 쿠라이도: 츠루타 시노부[3]
- 호조 텟페이: 와키 토모히로[3]
- 수수께끼 소녀: 다카쿠라 모카 (NGT48)